# I-son
Une image-de-son ou i-son est un concept proposé par Francois Bayle pour désigner la représentation auditive d'un son pour sa forme et la perception qu'on peut en avoir (impliquant donc le point d'ouïe), qu'elle soit une représentation tangible ou métaphorique. Il se distingue de l'objet sonore schaeferien en situation acousmatique en ce qu'il se rapporte à la métaphore, à l'icône ou l'archétype : s'il est aussi un objet de pure écoute, il s'agit toutefois d'un objet de langage.
L'i-son est une production d'un langage sonore, une représentation, une organisation intentionnelle de l'écoute: une image. L'i-son « sonne comme si c'était un son, semble bel en bien en être un, […] l'i-son n'est son de rien. »
L'image-de-son est un concept difficile à appréhender, car il induit un processus d'abstraction, au sens de Charles Sanders Peirce, du son concret (icône) vers le son abstrait (symbole).
Dans la hiérarchie de la perception auditive établie par Pierre Schaeffer dans son Traité des objets musicaux - ouïr, écouter, entendre, comprendre - François Bayle associe ouïr (qui actionne l'audition) à l'icône, écouter (qui actionne la cognition) à l'indice, et entendre (qui actionne la musicalisation) au symbole. Pour Bayle, les symboles sont des images au sens de Bachelard, dans sa théorie de l’imaginaire. Bayle cite Bachelard dans la pochette de son disque Portraits polychromes: "Toute image est une opération de l’esprit humain. Elle a un principe spirituel interne alors même qu’on la croit un simple reflet du monde extérieur. […]"
Il faut donc bien distinguer l'objet sonore de Pierre Schaeffer (un son décontextualisé et appréhendé pour lui-même), de l'image-de-son de François Bayle qui est générée par une opération d'abstraction maximale. Il s'agit d'un nouvel objet, coupé de sa cause originale, que l'on peut manipuler dans un monde de représentation.